# محوطه سر پله
محوطه سر پله مربوط به عصر مس است و در شهرستان خرم‌آباد، بخش مرکزی، دهستان کرگاه شرقی، روستای سر پله واقع شده و این اثر در تاریخ ۲۲ اسفند ۱۳۸۵ با شمارهٔ ثبت ۱۸۱۵۵ به‌عنوان یکی از آثار ملی ایران به ثبت رسیده است.